# 过零丁洋
《过零丁洋》是南宋詩人文天祥所作的一首七言律詩。南宋祥興元年（1278年）冬十二月，文天祥在抵抗元朝軍隊失敗後被俘，在廣東零丁洋（今澳門東岸「伶仃洋」）元朝軍艦上作了这首诗，用以表明忠於宋朝、不願投降的心志。
詩中“人生自古誰無死？留取丹心照汗青”一句，最廣為人知。

## 原文
《過零丁洋》 作者：文天祥
辛苦遭逢起一經，干戈寥落四周星。
山河破碎風飄絮，身世浮沉雨打萍。
惶恐灘頭說惶恐，零丁洋裏嘆零丁。
人生自古誰無死？留取丹心照汗青。